# Tour des Flandres espoirs 2016
La 21e édition du Tour des Flandres espoirs a eu lieu le 9 avril 2016. La course fait partie du calendrier UCI Europe Tour 2016 en catégorie 1.Ncup. C'est également la troisième épreuve de l'UCI Coupe des Nations U23 2016.
L'épreuve a été remportée lors d'un sprint à sept coureurs par le Slovène David Per (Équipe nationale de Slovénie espoirs) qui s'impose respectvivement devant le Britannique Jonathan Dibben (Équipe nationale du Royaume-Uni espoirs) et le Français Corentin Ermenault (Équipe nationale de France espoirs).

## Présentation

### Parcours
Contrairement aux éditions précédentes et à la course professionnelle, ce Tour des Flandres espoirs est dépourvu de monts pavés sur son parcours, qui font habituellement la nature et la difficulté de la course. Certains sélectionneurs nationaux regrettent cette absence, susceptible de favoriser les sprinteurs,. Le départ officieux est donné à 12 h 30 devant le complexe sportif d'Audenarde. Les coureurs traversent ensuite Bevere, où se situe le départ réel cinq minutes plus tard, puis Ooike, Wannegem-Lede, Kruishoutem, Nokere, Wortegem, Anzegem, Tiegem, Kaster, Kerkhove, Berchem, Ruien, où ils grimpent le mont de l'Enclus, ils continuent sur Orroir, Amougies, puis Russeignies et grimpent ensuite la deuxième côte : la côte de Trieu. Ils poursuivent sur Kwaremont, Renaix, Etikhove, reviennent à Renaix où ils prennent la troisième côte : le Muziekbos (nl). Repassant brièvement dans le Hainaut par Ellezelles puis Flobecq, ils grimpent la quatrième côte : le Pottelberg. Revenus en Flandre, ils traversent Everbeek, Zarlardinge, Goeferdinge, Grammont, escaladent le Guilleminlaan (nl), puis passent par Schendelbeke, Ophasselt, Steenhuize-Wijnhuize, Erwetegem, Audenhove-Sainte-Marie, Lierde-Sainte-Marie, Nederbrakel, où ils effectuent la septième côte : le Valkenberg. Après avoir traversé Elst, Michelbeke, et Audenhove-Sainte-Marie, ils grimpent la septième côte : le Berendries. Ils continuent ensuite sur Audenhove-Sainte-Marie, Audenhove-Saint-Géry, Strijpen, Roborst, Boucle-Saint-Blaise, Hoorebeke-Sainte-Marie, Hoorebeke-Saint-Corneille, Hoorebeke-Sainte-Marie, Mater, Volkegem, puis grimpent le Wolvenberg. Après avoir traversé Mater et Volkegem, ils arrivent sur Audenarde.
Ainsi commence le premier tour local qui traverse Audenarde, Leupegem, comprend l'ascension de l'Achterberg, Maarke-Kerkem, l'ascension du Boigneberg (nl), Mater, Volkegem, l'ascension du Wolvenberg, puis les traversées de Mater, Ename et Audenarde. Il y a deux tours de circuit local.

### Équipes
Classé en catégorie 1.Ncup de l'UCI Europe Tour, le Tour des Flandres espoirs est par conséquent ouvert aux équipes nationales et aux équipes mixtes.
Vingt-sept équipes participent à ce Tour des Flandres espoirs - vingt-six équipes nationales et une équipe régionale et de club :
| Équipes nationales                      | Équipes nationales | Équipes nationales |
| Nom de l'équipe                         | Pays               | Code               |
| --------------------------------------- | ------------------ | ------------------ |
| Équipe nationale d'Allemagne espoirs    | Allemagne          | GER                |
| Équipe nationale d'Australie espoirs    | Australie          | AUS                |
| Équipe nationale d'Autriche espoirs     | Autriche           | AUT                |
| Équipe nationale de Belgique espoirs    | Belgique           | BEL                |
| Équipe nationale du Canada espoirs      | Canada             | CAN                |
| Équipe nationale du Danemark espoirs    | Danemark           | DEN                |
| Équipe nationale d'Espagne espoirs      | Espagne            | ESP                |
| Équipe nationale d'Estonie espoirs      | Estonie            | EST                |
| Équipe nationale des États-Unis espoirs | États-Unis         | USA                |
| Équipe nationale de France espoirs      | France             | FRA                |
| Équipe nationale d'Irlande espoirs      | Irlande            | IRL                |
| Équipe nationale d'Italie espoirs       | Italie             | ITA                |
| Équipe nationale du Japon espoirs       | Japon              | JPN                |
| Équipe nationale du Kazakhstan espoirs  | Kazakhstan         | KAZ                |
| Équipe nationale de Lettonie espoirs    | Lettonie           | LAT                |
| Équipe nationale du Luxembourg espoirs  | Luxembourg         | LUX                |
| Équipe nationale de Norvège espoirs     | Norvège            | NOR                |
| Équipe nationale des Pays-Bas espoirs   | Pays-Bas           | NED                |
| Équipe nationale de Pologne espoirs     | Pologne            | POL                |
| Équipe nationale du Royaume-Uni espoirs | Royaume-Uni        | GBR                |
| Équipe nationale de Russie espoirs      | Russie             | RUS                |
| Équipe nationale de Slovaquie espoirs   | Slovaquie          | SVK                |
| Équipe nationale de Slovénie espoirs    | Slovénie           | SLO                |
| Équipe nationale de Suède espoirs       | Suède              | SWE                |
| Équipe nationale de Suisse espoirs      | Suisse             | SUI                |
| Équipe nationale d'Ukraine espoirs      | Ukraine            | UKR                |

| Équipe régionale et de club | Équipe régionale et de club | Équipe régionale et de club |
| Nom de l'équipe             | Pays                        | Code                        |
| --------------------------- | --------------------------- | --------------------------- |
| Centre mondial du cyclisme  | Suisse                      | -                           |

## Classements

### Classement final
La course est remportée par le Slovène David Per (Équipe nationale de Slovénie espoirs).
| \| Classement général \| Classement général \| Classement général \| Classement général \| Classement général \| \| Coureur \| Coureur \| Pays \| Équipe \| Temps \| \| ------------------ \| --------------------- \| ------------------ \| ----------------------- \| ------------------ \| \| 1er \| David Per \| Slovénie \| Slovénie espoirs \| 4 h 10 min 18 s \| \| 2e \| Jonathan Dibben \| Royaume-Uni \| Grande-Bretagne espoirs \| + 0 s \| \| 3e \| Corentin Ermenault \| France \| France espoirs \| + 0 s \| \| 4e \| Amund Grøndahl Jansen \| Norvège \| Norvège espoirs \| + 0 s \| \| 5e \| Krists Neilands \| Lettonie \| Lettonie espoirs \| + 0 s \| \| 6e \| Artem Nych \| Russie \| Russie espoirs \| + 0 s \| \| 7e \| Adrien Costa \| États-Unis \| États-Unis espoirs \| + 0 s \| \| 8e \| Iván García Cortina \| Espagne \| Espagne espoirs \| + 14 s \| \| 9e \| Davide Ballerini \| Italie \| Italie espoirs \| + 14 s \| \| 10e \| Cees Bol \| Pays-Bas \| Pays-Bas espoirs \| + 14 s \| |                       |             |                         |                 |
| |                       |             |                         |                 |
| Sources : ProCyclingStats Cycling Quotient Cycling Archives |                       |             |                         |                 |
| Classement général |                       |             |                         |                 |
| Coureur | Coureur               | Pays        | Équipe                  | Temps           |
| 1er | David Per             | Slovénie    | Slovénie espoirs        | 4 h 10 min 18 s |
| 2e | Jonathan Dibben       | Royaume-Uni | Grande-Bretagne espoirs | + 0 s           |
| 3e | Corentin Ermenault    | France      | France espoirs          | + 0 s           |
| 4e | Amund Grøndahl Jansen | Norvège     | Norvège espoirs         | + 0 s           |
| 5e | Krists Neilands       | Lettonie    | Lettonie espoirs        | + 0 s           |
| 6e | Artem Nych            | Russie      | Russie espoirs          | + 0 s           |
| 7e | Adrien Costa          | États-Unis  | États-Unis espoirs      | + 0 s           |
| 8e | Iván García Cortina   | Espagne     | Espagne espoirs         | + 14 s          |
| 9e | Davide Ballerini      | Italie      | Italie espoirs          | + 14 s          |
| 10e | Cees Bol              | Pays-Bas    | Pays-Bas espoirs        | + 14 s          |

### Classement de l'UCI Coupe des Nations U23 2016
Ci-dessous, le classement de l'UCI Coupe des Nations U23 à l'issue de la troisième épreuve.
| Rang | Pays        | Points |
| ---- | ----------- | ------ |
| 1    | Slovénie    | 33     |
| 2    | Royaume-Uni | 32     |
| 3    | Norvège     | 30     |
| 4    | France      | 26     |
| 5    | Danemark    | 20     |
| 6    | Lettonie    | 11     |
| 7    | Russie      | 10     |
| 7    | Allemagne   | 10     |
| 9    | États-Unis  | 9      |
| 10   | Pays-Bas    | 9      |

### UCI Europe Tour
Ce Tour des Flandres espoirs attribue des points pour l'UCI Europe Tour 2016, par équipes seulement aux coureurs des équipes continentales professionnelles et continentales, individuellement à tous les coureurs sauf ceux faisant partie d'une équipe ayant un label WorldTeam.
| Position           | 1er | 2e | 3e | 4e | 5e | 6e | 7e | 8e | 9e | 10e |
| Classement général | 70  | 55 | 40 | 30 | 25 | 20 | 15 | 10 | 5  | 3   |

## Liste des participants
- Liste de départ complète

| Légende | Légende                                                                    | Légende | Légende                                                    |
| ------- | -------------------------------------------------------------------------- | ------- | ---------------------------------------------------------- |
| Num     | Dossard de départ porté par le coureur sur ce Tour des Flandres espoirs    | Pos     | Position à l'arrivée de la course                          |
|         | Indique un maillot de champion national ou mondial, suivi de sa spécialité | NP      | Indique un coureur qui n'a pas pris le départ de la course |
| AB      | Indique un coureur qui n'a pas terminé la course                           | HD      | Indique un coureur qui a terminé la course hors des délais |

| Équipe nationale d'Italie espoirs ITA | Équipe nationale d'Italie espoirs ITA | Équipe nationale d'Italie espoirs ITA |
| ------------------------------------- | ------------------------------------- | ------------------------------------- |
| Num                                   | Coureur                               | Pos                                   |
| 1                                     | Oliviero Troia (ITA)                  | AB                                    |
| 2                                     | Davide Ballerini (ITA)                | 9e                                    |
| 3                                     | Nicola Bagioli (ITA)                  | 93e                                   |
| 4                                     | Stefano Ippolito (ITA)                | 105e                                  |
| 5                                     | Davide Plebani (ITA)                  | AB                                    |
| 6                                     | Simone Consonni (ITA)                 | 92e                                   |
| Directeur sportif : Marino Amadori    |                                       |                                       |

| Équipe nationale de Norvège espoirs NOR | Équipe nationale de Norvège espoirs NOR | Équipe nationale de Norvège espoirs NOR |
| --------------------------------------- | --------------------------------------- | --------------------------------------- |
| Num                                     | Coureur                                 | Pos                                     |
| 11                                      | Amund Grøndahl Jansen (NOR)             | 4e                                      |
| 12                                      | Tobias Foss (NOR)                       | 63e                                     |
| 13                                      | Markus Hoelgaard (NOR)                  | AB                                      |
| 14                                      | Anders Skaarseth (NOR)                  | 14e                                     |
| 15                                      | Ole Forfang (NOR)                       | 65e                                     |
| 16                                      | Kristoffer Halvorsen (NOR)              | 51e                                     |
| Directeur sportif : Stig Kristiansen    |                                         |                                         |

| Équipe nationale du Danemark espoirs DEN | Équipe nationale du Danemark espoirs DEN | Équipe nationale du Danemark espoirs DEN |
| ---------------------------------------- | ---------------------------------------- | ---------------------------------------- |
| Num                                      | Coureur                                  | Pos                                      |
| 21                                       | Mads Würtz Schmidt (DEN)                 | 72e                                      |
| 22                                       | Mads Rahbek (DEN)                        | 42e                                      |
| 23                                       | Mads Pedersen (DEN)                      | 46e                                      |
| 24                                       | Andreas Stokbro (DEN)                    | AB                                       |
| 25                                       | Mikkel Honoré (DEN)                      | 54e                                      |
| 26                                       | Andreas Hyldgaard (DEN)                  | 68e                                      |
| Directeur sportif : Anders Lund          |                                          |                                          |

| Équipe nationale de Russie espoirs RUS | Équipe nationale de Russie espoirs RUS | Équipe nationale de Russie espoirs RUS |
| -------------------------------------- | -------------------------------------- | -------------------------------------- |
| Num                                    | Coureur                                | Pos                                    |
| 31                                     | Artem Nych (RUS)                       | 6e                                     |
| 32                                     | Nikita Razumov (RUS)                   | AB                                     |
| 33                                     | Nikolay Cherkasov (RUS)                | 115e                                   |
| 34                                     | Pavel Sivakov (RUS)                    | 40e                                    |
| 35                                     | Maksim Piskunov (RUS)                  | 49e                                    |
| 36                                     | Petr Rikunov (RUS)                     | 79e                                    |
| Directeur sportif : Irakli Abramyan    |                                        |                                        |

| Équipe nationale de France espoirs FRA   | Équipe nationale de France espoirs FRA | Équipe nationale de France espoirs FRA |
| ---------------------------------------- | -------------------------------------- | -------------------------------------- |
| Num                                      | Coureur                                | Pos                                    |
| 41                                       | Corentin Ermenault (FRA)               | 3e                                     |
| 42                                       | Valentin Madouas (FRA)                 | 41e                                    |
| 43                                       | Nans Peters (FRA)                      | 35e                                    |
| 44                                       | Félix Pouilly (FRA)                    | AB                                     |
| 45                                       | Simon Sellier (FRA)                    | 29e                                    |
| 46                                       | Damien Touzé (FRA)                     | 13e                                    |
| Directeur sportif : Pierre-Yves Chatelon |                                        |                                        |

| Équipe nationale de Belgique espoirs BEL | Équipe nationale de Belgique espoirs BEL | Équipe nationale de Belgique espoirs BEL |
| ---------------------------------------- | ---------------------------------------- | ---------------------------------------- |
| Num                                      | Coureur                                  | Pos                                      |
| 51                                       | Piet Allegaert (BEL)                     | AB                                       |
| 52                                       | Edward Planckaert (BEL)                  | 15e                                      |
| 53                                       | Nathan Van Hooydonck (BEL)               | AB                                       |
| 54                                       | Christophe Noppe (BEL)                   | 12e                                      |
| 55                                       | Kevin Deltombe (BEL)                     | 84e                                      |
| 56                                       | Jenthe Biermans (BEL)                    | 82e                                      |
| Directeur sportif : Jean-Pierre Dubois   |                                          |                                          |

| Équipe nationale d'Allemagne espoirs GER | Équipe nationale d'Allemagne espoirs GER | Équipe nationale d'Allemagne espoirs GER |
| ---------------------------------------- | ---------------------------------------- | ---------------------------------------- |
| Num                                      | Coureur                                  | Pos                                      |
| 61                                       | Pascal Ackermann (GER)                   | AB                                       |
| 62                                       | Julian Braun (GER)                       | AB                                       |
| 63                                       | Jonas Bokeloh (GER)                      | 58e                                      |
| 64                                       | Marco Mathis (GER)                       | AB                                       |
| 65                                       | Christian Koch (GER)                     | 96e                                      |
| 66                                       | Willi Willwohl (GER)                     | 108e                                     |
| Directeur sportif : Ralf Grabsch         |                                          |                                          |

| Équipe nationale d'Australie espoirs AUS | Équipe nationale d'Australie espoirs AUS | Équipe nationale d'Australie espoirs AUS |
| ---------------------------------------- | ---------------------------------------- | ---------------------------------------- |
| Num                                      | Coureur                                  | Pos                                      |
| 71                                       | Ben O'Connor (AUS)                       | 66e                                      |
| 72                                       | Daniel Fitter (AUS)                      | 87e                                      |
| 73                                       | Lucas Hamilton (AUS)                     | 56e                                      |
| 74                                       | Jai Hindley (AUS)                        | 16e                                      |
| 75                                       | Samuel Jenner (AUS)                      | AB                                       |
| 76                                       | Michael Storer (AUS)                     | 37e                                      |
| Directeur sportif : James Victor         |                                          |                                          |

| Équipe nationale d'Autriche espoirs AUT | Équipe nationale d'Autriche espoirs AUT | Équipe nationale d'Autriche espoirs AUT |
| --------------------------------------- | --------------------------------------- | --------------------------------------- |
| Num                                     | Coureur                                 | Pos                                     |
| 81                                      | Daniel Auer (AUT)                       | 45e                                     |
| 82                                      | Patrick Bosman (AUT)                    | 30e                                     |
| 83                                      | Patrick Jäger (AUT)                     | 53e                                     |
| 84                                      | Florian Schipflinger (AUT)              | 71e                                     |
| 85                                      | Andreas Walzel (AUT)                    | 102e                                    |
| 86                                      | Alexander Wachter (AUT)                 | 44e                                     |
| Directeur sportif : Franz Hartl         |                                         |                                         |

| Équipe nationale des Pays-Bas espoirs NED | Équipe nationale des Pays-Bas espoirs NED | Équipe nationale des Pays-Bas espoirs NED |
| ----------------------------------------- | ----------------------------------------- | ----------------------------------------- |
| Num                                       | Coureur                                   | Pos                                       |
| 91                                        | Peter Lenderink (NED)                     | 27e                                       |
| 92                                        | Jan Maas (NED)                            | 33e                                       |
| 93                                        | Cees Bol (NED)                            | 10e                                       |
| 94                                        | Bram Welten (NED)                         | 26e                                       |
| 95                                        | Pascal Eenkhoorn (NED)                    | AB                                        |
| 96                                        | Mitchell Cornelisse (NED)                 | 57e                                       |
| Directeur sportif : Richard Groenendaal   |                                           |                                           |

| Équipe nationale d'Estonie espoirs EST | Équipe nationale d'Estonie espoirs EST | Équipe nationale d'Estonie espoirs EST |
| -------------------------------------- | -------------------------------------- | -------------------------------------- |
| Num                                    | Coureur                                | Pos                                    |
| 101                                    | Aksel Nõmmela (EST)                    | 55e                                    |
| 102                                    | Gert Kivistik (EST)                    | 97e                                    |
| 103                                    | Peeter Pung (EST)                      | 107e                                   |
| 104                                    | Norman Vahtra (EST)                    | 95e                                    |
| 105                                    | Karl Patrick Lauk (EST)                | 73e                                    |
| 106                                    | Kristo Enn Vaga (EST)                  | AB                                     |
| Directeur sportif : Rene Mandri        |                                        |                                        |

| Équipe nationale du Royaume-Uni espoirs GBR | Équipe nationale du Royaume-Uni espoirs GBR | Équipe nationale du Royaume-Uni espoirs GBR |
| ------------------------------------------- | ------------------------------------------- | ------------------------------------------- |
| Num                                         | Coureur                                     | Pos                                         |
| 111                                         | Christopher Latham (GBR)                    | 43e                                         |
| 112                                         | James Shaw (GBR)                            | 39e                                         |
| 113                                         | Oliver Wood (GBR)                           | 25e                                         |
| 114                                         | Gabriel Cullaigh (GBR)                      | 19e                                         |
| 115                                         | Tao Geoghegan Hart (GBR)                    | 22e                                         |
| 116                                         | Jonathan Dibben (GBR)                       | 2e                                          |
| Directeur sportif : Keith Lambert           |                                             |                                             |

| Équipe nationale d'Espagne espoirs ESP | Équipe nationale d'Espagne espoirs ESP | Équipe nationale d'Espagne espoirs ESP |
| -------------------------------------- | -------------------------------------- | -------------------------------------- |
| Num                                    | Coureur                                | Pos                                    |
| 121                                    | Juan Camacho (ESP)                     | 116e                                   |
| 122                                    | Iván García (ESP)                      | 8e                                     |
| 123                                    | Jon Irisarri (ESP)                     | 81e                                    |
| 124                                    | Xabier San Sebastián (ESP)             | 38e                                    |
| 125                                    | Pablo Alonso (ESP)                     | AB                                     |
| 126                                    | Diego Sevilla (ESP)                    | 113e                                   |
| Directeur sportif : Pascual Momparler  |                                        |                                        |

| Équipe nationale de Slovénie espoirs SLO | Équipe nationale de Slovénie espoirs SLO | Équipe nationale de Slovénie espoirs SLO |
| ---------------------------------------- | ---------------------------------------- | ---------------------------------------- |
| Num                                      | Coureur                                  | Pos                                      |
| 131                                      | Gašper Katrašnik (SLO)                   | 32e                                      |
| 132                                      | David Per (SLO)                          | 1er                                      |
| 133                                      | Izidor Penko (SLO)                       | 94e                                      |
| 134                                      | Martin Otoničar (SLO)                    | 80e                                      |
| 135                                      | Matic Grošelj (SLO)                      | 98e                                      |
| 136                                      | Jernej Švab (SLO)                        | AB                                       |
| Directeur sportif : Martin Hvastija      |                                          |                                          |

| Équipe nationale de Suisse espoirs SUI | Équipe nationale de Suisse espoirs SUI | Équipe nationale de Suisse espoirs SUI |
| -------------------------------------- | -------------------------------------- | -------------------------------------- |
| Num                                    | Coureur                                | Pos                                    |
| 141                                    | Patrick Müller (SUI)                   | AB                                     |
| 142                                    | Manuel Rudaz (SUI)                     | 86e                                    |
| 143                                    | Martin Schäppi (SUI)                   | 100e                                   |
| 144                                    | Gian Friesecke (SUI)                   | 17e                                    |
| 145                                    | Mario Spengler (SUI)                   | 85e                                    |
| 146                                    | Gino Mäder (SUI)                       | 34e                                    |
| Directeur sportif : Danilo Hondo       |                                        |                                        |

| Équipe nationale d'Ukraine espoirs UKR | Équipe nationale d'Ukraine espoirs UKR | Équipe nationale d'Ukraine espoirs UKR |
| -------------------------------------- | -------------------------------------- | -------------------------------------- |
| Num                                    | Coureur                                | Pos                                    |
| 151                                    | Ilya Klepikov (UKR)                    | 88e                                    |
| 152                                    | Timur Maleev (UKR)                     | 48e                                    |
| 153                                    | Rinat Udod (UKR)                       | 90e                                    |
| 154                                    | Bogdan Musienko (UKR)                  | AB                                     |
| 155                                    | Vitaliy Novakovskyi (UKR)              | AB                                     |
| 156                                    | Taras Shevchuk (UKR)                   | AB                                     |
| Directeur sportif : Serhii Matveiev    |                                        |                                        |

| Équipe nationale de Slovaquie espoirs SVK | Équipe nationale de Slovaquie espoirs SVK | Équipe nationale de Slovaquie espoirs SVK |
| ----------------------------------------- | ----------------------------------------- | ----------------------------------------- |
| Num                                       | Coureur                                   | Pos                                       |
| 161                                       | Tomáš Harag (SVK)                         | AB                                        |
| 162                                       | Pavol Kvietok (SVK)                       | AB                                        |
| 163                                       | Ľuboš Malovec (SVK)                       | 61e                                       |
| 164                                       | Andrej Strmiska (SVK)                     | NP                                        |
| 165                                       | Kristian Zimany (SVK)                     | 103e                                      |
| 166                                       | Matej Krajicek (SVK)                      | AB                                        |
| Directeur sportif : Martin Riška          |                                           |                                           |

| Équipe nationale du Kazakhstan espoirs KAZ | Équipe nationale du Kazakhstan espoirs KAZ | Équipe nationale du Kazakhstan espoirs KAZ |
| ------------------------------------------ | ------------------------------------------ | ------------------------------------------ |
| Num                                        | Coureur                                    | Pos                                        |
| 171                                        | Grigoriy Shtein (KAZ)                      | 36e                                        |
| 172                                        | Yuriy Natarov (KAZ)                        | 52e                                        |
| 173                                        | Anton Kuzmin (KAZ)                         | 50e                                        |
| 174                                        | Maxim Satlikov (KAZ)                       | 78e                                        |
| 175                                        | Stepan Astafyev (KAZ)                      | 47e                                        |
| 176                                        | Yevgeniy Gidich (KAZ)                      | AB                                         |
| Directeur sportif : Bolat Raimbekov        |                                            |                                            |

| Équipe nationale des États-Unis espoirs USA | Équipe nationale des États-Unis espoirs USA | Équipe nationale des États-Unis espoirs USA |
| ------------------------------------------- | ------------------------------------------- | ------------------------------------------- |
| Num                                         | Coureur                                     | Pos                                         |
| 181                                         | Tyler Williams (USA)                        | AB                                          |
| 182                                         | Gregory Daniel (USA)                        | 69e                                         |
| 183                                         | William Barta (USA)                         | 67e                                         |
| 184                                         | Adrien Costa (USA)                          | 7e                                          |
| 185                                         | Logan Owen (USA)                            | 11e                                         |
| 186                                         | Stephen Bassett (USA)                       | 70e                                         |
| Directeur sportif : Michael Sayers          |                                             |                                             |

| Équipe nationale du Japon espoirs JPN | Équipe nationale du Japon espoirs JPN | Équipe nationale du Japon espoirs JPN |
| ------------------------------------- | ------------------------------------- | ------------------------------------- |
| Num                                   | Coureur                               | Pos                                   |
| 191                                   | Takeaki Amezawa (JPN)                 | 62e                                   |
| 192                                   | Hayato Okamoto (JPN)                  | 74e                                   |
| 193                                   | Yuri Kobashi (JPN)                    | 99e                                   |
| 194                                   | Marino Kobayashi (JPN)                | 77e                                   |
| 195                                   | Daiki Magosaki (JPN)                  | 106e                                  |
| 196                                   | Suguru Tokuda (JPN)                   | AB                                    |
| Directeur sportif : Akira Asada       |                                       |                                       |

| Équipe nationale du Canada espoirs CAN | Équipe nationale du Canada espoirs CAN | Équipe nationale du Canada espoirs CAN |
| -------------------------------------- | -------------------------------------- | -------------------------------------- |
| Num                                    | Coureur                                | Pos                                    |
| 201                                    | Sean Mackinnon (CAN)                   | 64e                                    |
| 202                                    | Edward Walsh (CAN)                     | 60e                                    |
| 203                                    | William Elliott (CAN)                  | 89e                                    |
| 204                                    | Adam Jamieson (CAN)                    | AB                                     |
| 205                                    | Alexander Cowan (CAN)                  | AB                                     |
| 206                                    | Evan Burtnik (CAN)                     | AB                                     |
| Directeur sportif : Luc Arseneau       |                                        |                                        |

| Équipe nationale de Suède espoirs SWE | Équipe nationale de Suède espoirs SWE | Équipe nationale de Suède espoirs SWE |
| ------------------------------------- | ------------------------------------- | ------------------------------------- |
| Num                                   | Coureur                               | Pos                                   |
| 211                                   | Marcus Fåglum (SWE)                   | 21e                                   |
| 212                                   | Filip Bengtsson (SWE)                 | AB                                    |
| 213                                   | Hampus Anderberg (SWE)                | NP                                    |
| 214                                   | Pontus Kastemyr (SWE)                 | 59e                                   |
| 215                                   | Alexander Fåglum (SWE)                | AB                                    |
| 216                                   | Lucas Eriksson (SWE)                  | 24e                                   |
| Directeur sportif : Lucas Persson     |                                       |                                       |

| Équipe nationale de Lettonie espoirs LAT | Équipe nationale de Lettonie espoirs LAT | Équipe nationale de Lettonie espoirs LAT |
| ---------------------------------------- | ---------------------------------------- | ---------------------------------------- |
| Num                                      | Coureur                                  | Pos                                      |
| 221                                      | Krists Neilands (LAT)                    | 5e                                       |
| 222                                      | Ēriks Toms Gavars (LAT)                  | AB                                       |
| 223                                      | Deins Kaņepējs (LAT)                     | AB                                       |
| 224                                      | Matīss Riekstiņš (LAT)                   | 75e                                      |
| 225                                      | Andris Lukjanovs (LAT)                   | AB                                       |
| 226                                      | Aleksandrs Rubļevskis (LAT)              | 109e                                     |
| Directeur sportif : Vitālijs Smirnovs    |                                          |                                          |

| Équipe nationale d'Irlande espoirs IRL | Équipe nationale d'Irlande espoirs IRL | Équipe nationale d'Irlande espoirs IRL |
| -------------------------------------- | -------------------------------------- | -------------------------------------- |
| Num                                    | Coureur                                | Pos                                    |
| 231                                    | Edward Dunbar (IRL)                    | 20e                                    |
| 232                                    | Michael O'Loughlin (IRL)               | AB                                     |
| 233                                    | Sean McKenna (IRL)                     | 110e                                   |
| 234                                    | Matthew Teggart (IRL)                  | 31e                                    |
| 235                                    | David Montgomery (IRL)                 | 18e                                    |
| 236                                    | Angus Fyffe (IRL)                      | 111e                                   |
| Directeur sportif : Kurt Bogaerts      |                                        |                                        |

| Équipe nationale du Luxembourg espoirs LUX | Équipe nationale du Luxembourg espoirs LUX | Équipe nationale du Luxembourg espoirs LUX |
| ------------------------------------------ | ------------------------------------------ | ------------------------------------------ |
| Num                                        | Coureur                                    | Pos                                        |
| 241                                        | Tom Wirtgen (LUX)                          | 23e                                        |
| 242                                        | Pit Milbert (LUX)                          | AB                                         |
| 243                                        | Jan Petelin (LUX)                          | AB                                         |
| 244                                        | Ivan Centrone (LUX)                        | 104e                                       |
| 245                                        | Tiago Da Silva (LUX)                       | AB                                         |
| 246                                        | Luc Turchi (LUX)                           | AB                                         |
| Directeur sportif : Bernhard Baldinger     |                                            |                                            |

| Équipe nationale de Pologne espoirs POL | Équipe nationale de Pologne espoirs POL | Équipe nationale de Pologne espoirs POL |
| --------------------------------------- | --------------------------------------- | --------------------------------------- |
| Num                                     | Coureur                                 | Pos                                     |
| 251                                     | Piotr Brożyna (POL)                     | 83e                                     |
| 252                                     | Alan Banaszek (POL)                     | AB                                      |
| 253                                     | Przemysław Kasperkiewicz (POL)          | AB                                      |
| 254                                     | Patryk Stosz (POL)                      | 28e                                     |
| 255                                     | Mikołaj Gutek (POL)                     | AB                                      |
| 256                                     | Michał Paluta (POL)                     | AB                                      |
| Directeur sportif : Marek Leśniewski    |                                         |                                         |

| Centre mondial du cyclisme -           | Centre mondial du cyclisme -      | Centre mondial du cyclisme - |
| -------------------------------------- | --------------------------------- | ---------------------------- |
| Num                                    | Coureur                           | Pos                          |
| 261                                    | Antonio Barać (BIH)               | 114e                         |
| 262                                    | André Gohr (BRA)                  | 91e                          |
| 263                                    | Christofer Jurado (PAN)           | 112e                         |
| 264                                    | Dušan Rajović (SRB)               | 76e                          |
| 265                                    | José Luis Rodríguez Aguilar (CHI) | AB                           |
| 266                                    | Abderrahim Zahiri (MAR)           | 101e                         |
| Directeur sportif : Jean-Jacques Henry |                                   |                              |